# カワサキ・KDX
KDX（ケーディーエックス）とは、かつて川崎重工業が製造していた2ストロークのオフロードタイプのオートバイである。

## 概要
最初にKDXの名称が付けられたのは、1979年に発売された空冷2ストローク400ccのKDX400であり、以降KDXの名称は、2ストロークエンジンのエンデューロモデルに使われ続けた。
その後、1980年にモトクロッサーKX125をベースに開発したKDX175が米国で発売されベストセラーを記録。このヒットにより1981年には、KDX250とKDX420が発売された。そして1982年にKDX200が開発された、KDX200はKDX175をベースに単に排気量アップしたモデルであったが、1985年に待望の排気デバイスKIPSが搭載された通称「空冷KDX」が開発され、翌年1986年には、日本で販売された。1988年には、それ迄の空冷から水冷に進化したKDX200Rが、翌1989年には、公道用のKDX200SRがそれぞれ発売され、その後は125SR・220R/SR・250R/SRと、KIPSエンジンを搭載したKDXシリーズが展開されて行く。
このKDX200R/SRの発売以降、日本において発売される競技用エンデューロ車両には「R」、公道用デュアルパーパス車両には「SR」の名称が排気量の後に付けられるようになった。
日本国内外において環境規制が厳しくなったことから、KDXシリーズが生産終了となり、カワサキの2ストロークのオフロード車は小排気量の競技用車両のみ製造され4ストロークの競技用車両と共にKXシリーズとして統合された。公道用車両としては、4ストロークのKLXシリーズに引き継がれている。

## モデル一覧

### KDX200SR

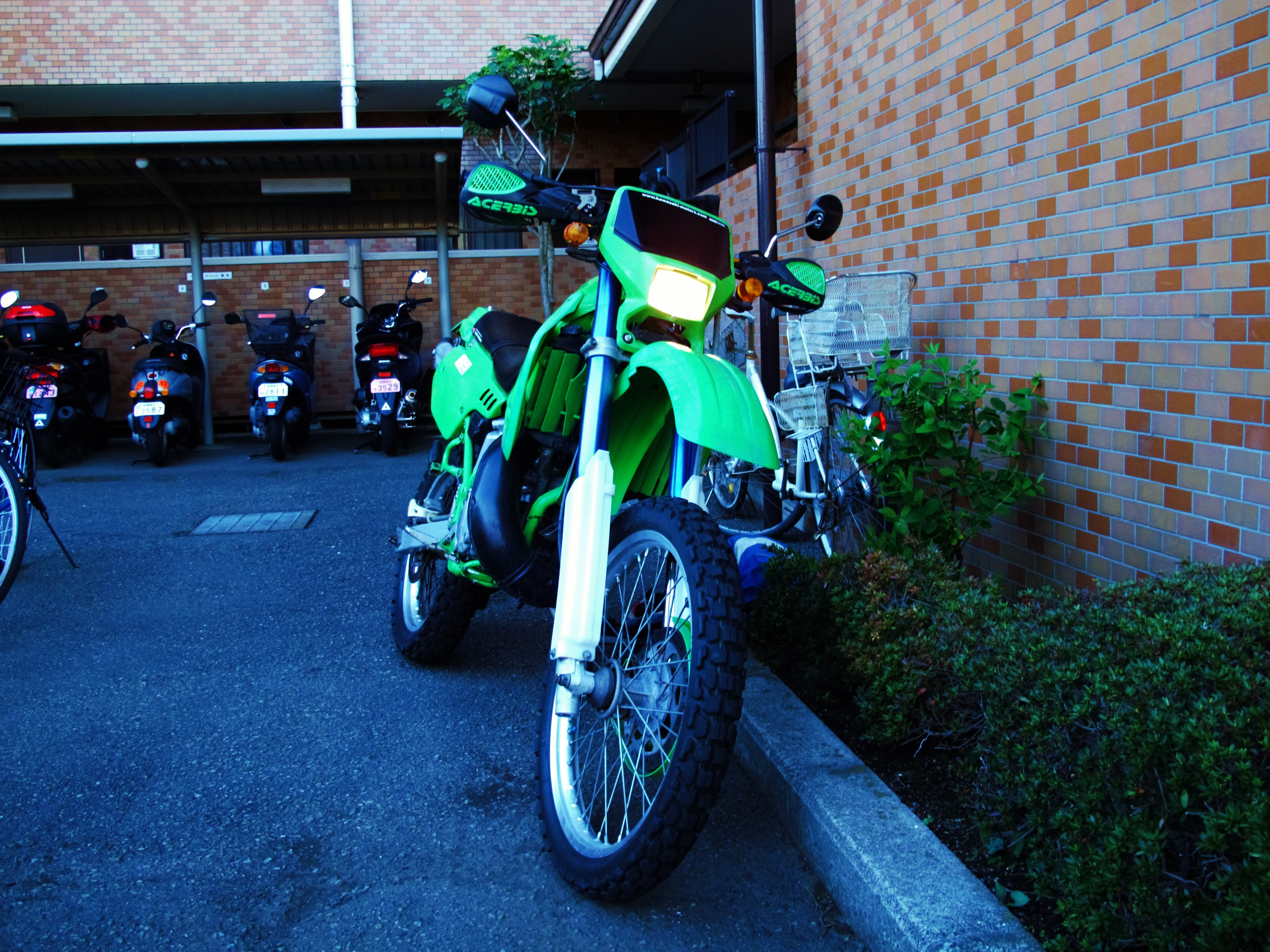

KDX200SRは1989年に発売された。KMX200からのモデルチェンジにあたり、市販エンデューロマシンKDX200Rをベースに水冷化と排気デバイスKIPSを装備し、35psを発揮する2サイクル単気筒エンジンのパワフルさから人気を得て、翌年にはフローントフォークを倒立型に変更するモデルチェンジを受けた。
その後はKDX250Rに引き継ぐかたちで日本での販売は終了した。200SRの後継機種である220SRが日本でのラインナップを引き次ぎ、日本国外のレースレギュレーションに併せた輸出仕様によっては、220Rのボアダウン版であるKDX200Rの生産が続けられていた。

### KDX250SR
KDX250SRは1991年に発売された。中間排気量である200以上のパワーも求める声に応じたモデルであり、エンジン出力は40psを発揮させた。装備はほぼ200と同一となっている。
このモデルは他のモデルよりも早く日本での販売が終了してしまったが、同じ排気量である4サイクルエンジンのKLX250SRに引き継がれる形になっている。なおKDX250Rも近年まで輸出仕様のみ生産が続けられていた。

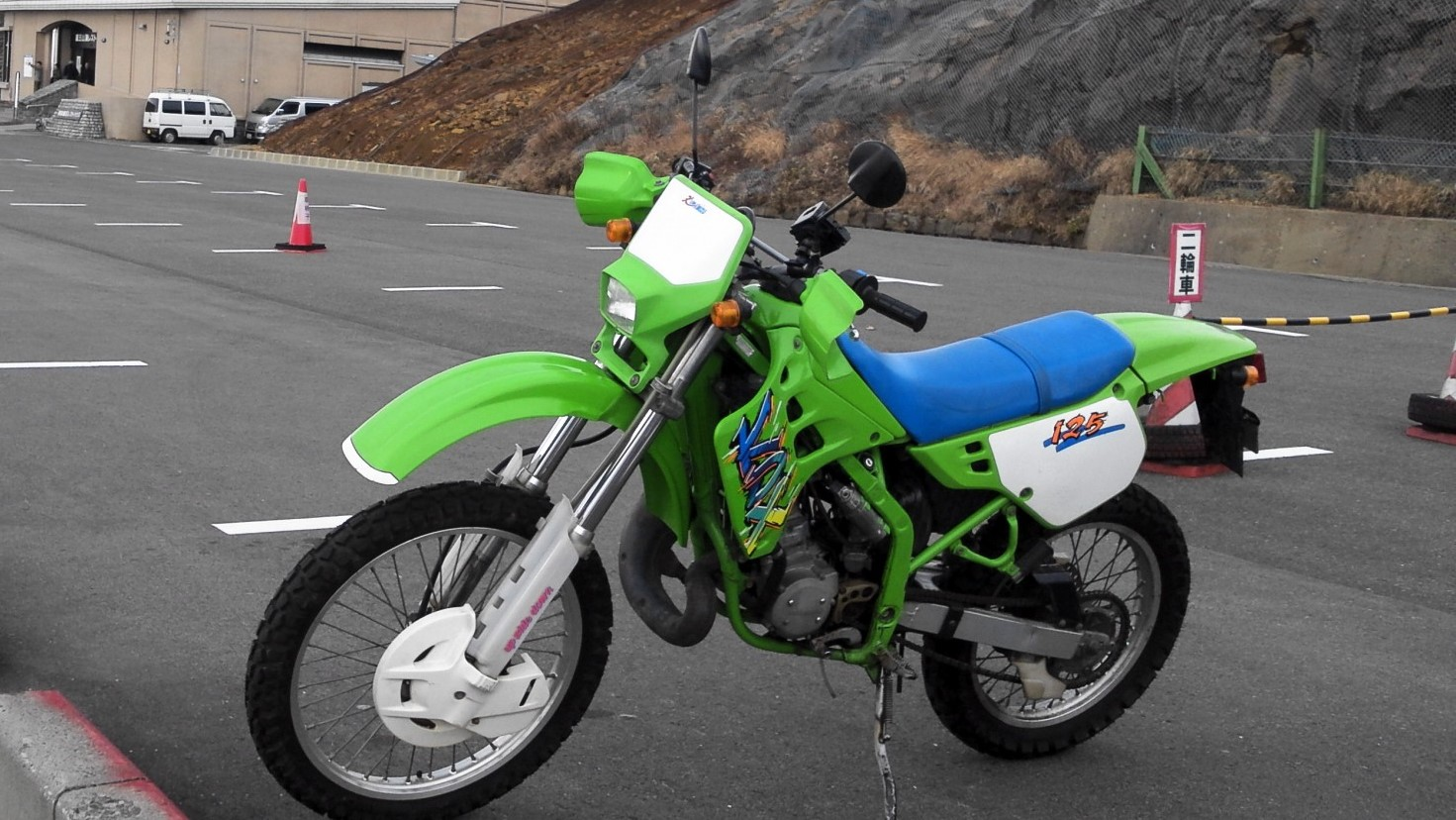

### KDX125SR
KDX125SRはKMX125の後継として1991年に発売された。ほかのシリーズ車種と違い、同じ排気量のエンデューロ仕様「R」が存在しなかったことから、モトクロッサーのKX125を公道仕様にする形で生産が行なわれた。日本では排出ガス規制が強化された1999年に販売が終了したが、日本国外ではその後も数年間発売が続けられた。
この125ccエンジンの系譜としては、1991年に東南アジア地域で販売が開始されたKR150Rのベースエンジンにもなった。改良を加えながら長期に亘って製造され、2015年にニンジャRRの生産終了迄続いた。

### KDX220SR
KDX220SRは1994年に発売された。KDX-SRシリーズ最後の2サイクル単気筒として216ccエンジンを搭載し、乾燥重量105kgに37馬力の軽量ハイパワーを誇った「125並みの車格に250並みのエンジン」というバランスによる評価の高い車両であった。
1994年から1999年の間にB1～B5までが生産されたが、カラーチェンジ以外の変更はほとんどなかった。また125/200/250の最終モデルは全てフロントサスペンションを倒立としていたが220はRもSRも正立を採用していた。
1999年10月からの排出ガス規制により日本での販売は終了となったが、日本国外では競技用車両のRがしばらく販売されており。また、同時開発同時発売であった220RとSRはほとんど双子のような物ではあるが、実際にはフレームとフロントサスの内部構造の違いなど、乗り味は数字以上の別物として、この辺の事柄は各KDXSRとRシリーズにおいて共通のことである。

### 輸出用
国内における競技用車両においても、日本国外での輸出地おいて保安部品を装着すれば公道での走行も可能になる地域が多いことから、輸出仕様では特に公道用と定めず、そのまま競技用車両の「R」を輸出している場合も多い。
主な輸出車種
- KDX50
- KDX125
- KDX200
- KDX220
- KDX250
- KDX300
- KDX400
  - 国内で発売されていた「R」仕様も含む。
  - 一部の車両は「SR」仕様も輸出されていた。